# Książęta nowogrodzko-siewierscy
| Imię                           | Daty panowania  |
| ------------------------------ | --------------- |
| Oleg I Światosławowicz         | 1097–1115       |
| Wsiewołod I Olegowicz          | 1115–1139       |
| Igor I Święty                  | 1139–1146       |
| Światosław I Olegowicz         | 1146–1158       |
| Światosław II Stary            | 1158–1164       |
| Oleg II Światosławowicz        | 1164–1180       |
| Igor II Wielki Światosławowicz | 1180–1202       |
| Włodzimierz II Igorowicz       | 1202–1206       |
| Oleg IV Światosławowicz        | 1206–1211       |
| Włodzimierz II Igorowicz       | 1211–1212       |
| Izjasław II Włodzimierzowicz   | 1212–1235       |
| Korybut Dymitr                 | 1386–1392       |
| Świdrygiełło Bolesław          | 1404–1408       |
| Świdrygiełło Bolesław          | 1420–1438       |
| Iwan Dymitrowicz Szemiakin     | 1454–po 1471    |
| Wasyl Iwanowicz Szemiachicz    | po 1471–1503/29 |